# Cultura de Jastorf

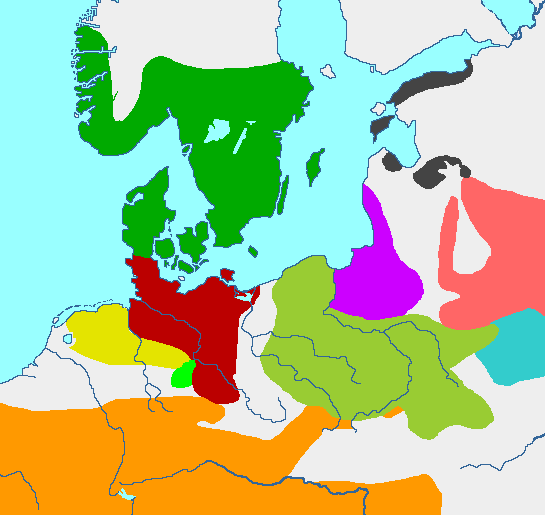
Idade do Ferro inicial:
verde escuro: Idade do Bronze Nórdica
vermelho escuro: Cultura de Jastorf
amarelo: Grupo de Harpstedt-Nienburg
laranja: grupos celtas
verde-oliva: cultura pomerana
verde: cultura das urnas de casa
avermelhado: cultura báltica oriental
lilás: cultura báltica ocidental de cairns
turquesa; cultura de Milogrady
negro: grupo estônico

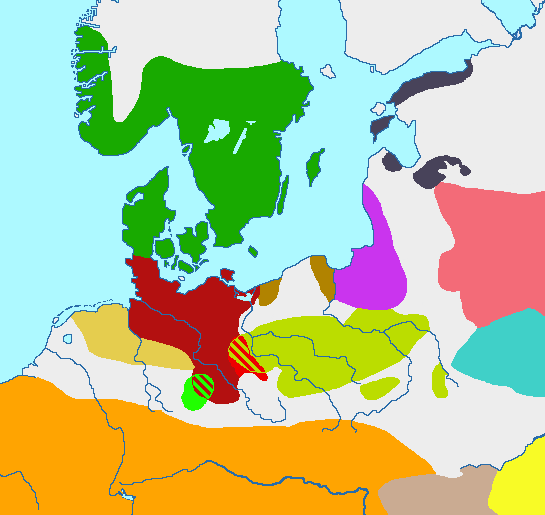
Idade do Ferro Pré-Romana tardia:
verde escuro: grupo nórdico
vermelho escuro: fase final da cultura de Jastorf
bege: grupo Harpstedt-Nienburg
verde: cultura das urnas de casas
marrom escuro: cultura de Oksywie
vermelho: grupo Gubin de Jastorf
verde-oliva: cultura de Przeworsk
lilás: cultua báltica ocidental de cairns
avermelhado: cultura báltica oriental
turquiesa: cultura de Zarubincy
laranja: celta

A cultura de Jastorf é uma cultura material da Idade do Ferro localizada na região meridional do norte da Alemanha atual, que data do século VI a.C. ao século I a.C., e formou a parte meridional na Idade do Ferro Pré-Romana.
Costuma ser dividida em:
- 600 a.C., Jastorf A (Hallstatt D)
- 500 a.C., Jastorf B (La Tène A)
- 400–350 a.C., Jastorf C (La Tène B)
- 350–120 a.C., Ripdorf (La Tène C)
- 120–1 a.C., Seedorf (La Tène D)

A cultura evoluiu a partir da Idade do Bronze Nórdica (ou do norte), através de influências da cultura de Halstatt, situada mais ao sul. Recebeu seu nome devido à vila de Jastorf, na Baixa Saxônia. É caracterizada pelo seu uso de cremação nos enterros, pelo depósito das cinzas em grandes campos de urnas e pelas ligações com as práticas da Idade do Bronze Setentrional. A arqueologia apontou evidências relacionadas à cristalização de um grupo, em termos de uma cultura material partilhada, onde a Idade do Bronze Setentrional (empobrecida) continuou a exercer influência cultural, e na qual o ímpeto para o norte da cultura Halstatt na mesma área foi fundamental. Nenhuma contribuição homogênea aos habitantes do norte, falantes do germânico, foi determinada, embora as noções anteriores que sustentavam que os povos protogermânicos teriam migrado da Dinamarca durante a Idade do Bronze Setentrional tenham sido abandonadas pelos arqueólogos. A cultura de Jastorf se estendeu rumo ao sul, até as fronteiras mais ao norte da cultura de Halstatt, enquanto no norte uma congruência geral com as fases tardias da Idade do Bronze Setentrional pode ser notada. Sepulturas em Schleswig-Holstein, Mecklemburgo, no oeste da Pomerânia, em Brandemburgo e na Baixa Saxônia mostram uma continuidade na ocupação desde a Idade do Bronze até depois do período de Jastorf. As contribuições específicas de cada uma das áreas que testemunharam o encontro das culturas celtas e indígenas durante os períodos iniciais não podem ser descobertas com as informações conhecidas até o momento, porém notou-se um deslocamento para um foco mais ao norte, que teria acompanhado uma diminuição de vitalidade nas culturas continentais célticas posteriormente.
Sua área era restringida primeiro ao norte da Baixa Saxônia e Schleswig-Holstein; posteriormente desenvolveu um caráter "muito expansivo", avançando rumo ao Harz e chegando, por volta de 500 a.C., à Turíngia, baixa Silésia e o baixo Reno, cobrindo assim as partes meridionais e ocidentais da Baixa Saxônia. Em sua fase madura, a área da cultura de Jastorf em si no norte da Baixa Saxônia (Lüneburger Heide, baixo Elba) pode ser contrastado com o chamado grupo de Nienburg (ou Harpstedt-Nienburg), a oeste, situado ao longo do Aller e do médio Weser, fazendo fronteira com o Nordwestblock que o separa da cultura de La Tène, mais ao sul. O grupo de Nienburg tem características de culturas materiais celtas, e mostra evidências de um contato significativo com as culturas Halstatt e La Tène. Descobertas isoladas podem ser encontradas até mesmo em Berlim e Mecklemburgo-Pomerânia Ocidental; as descobertas arqueológicas consistem primordialmente de tumuli, sepulturas planas e Brandgrubengraben. Existem alguns poucos (e modestos) objetos funerários, com uma notável ausência dos depósitos de armas característicos das sepulturas do período das migrações bárbaras.
A extensão mais ao sul das culturas germânicas além de Jastorf foi recentemente estabelecida como consistindo dos estágios finais da Idade do Ferro Pré-Romana, com esta relativa escassez dos braceletes do La Tène tardio na Turíngia e no nordeste de Hessen tidos como um indício de movimentos populacionais entre a região do Elba/Saale centrais, Main-Francônia e o início dos Alpes, que teriam sido desencadeados pela difusão da cultura de Przeworsk.
Algumas hipóteses propõem que as culturas da Idade do Ferro Pré-Romana teriam dado origem às línguas germânicas.